# Кровные узы (фильм, 2013)
«Кровные узы» (англ. Blood Ties) — триллер режиссёра Гийома Кане, ремейк французского фильма «Les liens du sang» 2008 года и экранизация одноимённого романа Бруно и Мишеля Папетов. 
В главных ролях Клайв Оуэн, Билли Крудап, Мила Кунис, Марион Котийяр и Зои Салдана. Премьера фильма состоялась во внеконкурсной программе 66-го Каннского кинофестиваля 20 мая 2013 года. Премьера в США состоялась 21 марта 2014 года.

## Сюжет
Два брата, находящиеся по обеим сторонам закона, сталкиваются лицом к лицу с организованной преступностью в Бруклине 1970-х годов.

## В ролях
| Актёр            | Роль            |
| ---------------- | --------------- |
| Клайв Оуэн       | Крис Пижински   |
| Билли Крудап     | Фрэнк           |
| Мила Кунис       | Натали          |
| Марион Котийяр   | Моника          |
| Зои Салдана      | Ванесса         |
| Джеймс Каан      | Леон            |
| Лили Тейлор      | Мари            |
| Маттиас Схунартс | Энтони Скарфо   |
| Ноа Эммерих      | лейтенант Колон |
| Ив Хьюсон        | Ивонн           |

## Создание
15 марта 2012 года было объявлено, что Клайв Оуэн и Билли Крудап сыграют главные роли в фильме, а Мила Кунис и Марион Котияр их любовные интересы. Остин Уильямс сыграет юную версию персонажа Оуэна. Съёмки начались 3 мая 2012 года в Нью-Йорке. Первые фотографии со съёмок появились 12 мая 2012 года.